# Sông Stuhna
Sông Stuhna (tiếng Ukraina: Стугна) là một con sông nhỏ tại Ukraina, chi lưu tả ngạn của sông Dnepr. Nó chảy hoàn toàn trong vùng đất cao Pridneprovskaya. Chiều dài tổng cộng là khoảng 68 km, diện tích lưu vực 785 km². Độ rộng trung bình của lòng sông với dòng chảy trung bình là 10 m, của các thung lũng triền sông là 2,5 km. Các điểm dân cư lớn bên bờ sông có thị trấn Vasilkiv.